# Chloroclystis invita
Chloroclystis invita là một loài bướm đêm trong họ Geometridae.